# Arapsu-Brücke
Die Arapsu-Brücke ist eine römische Bogenbrücke in Antalya (Türkei). Der gut erhaltene Fußgängerüberweg liegt 5–6 km westlich vom Zentrum im Stadtteil Arapsuyu am Fuße eines alten Siedlungshügels, der mit dem antiken Ort Olbia in Verbindung gebracht wird.

## Einordnung der Bogenform
Die Keilstein-Konstruktion steht heute aufgrund eines ungefähr 100 m talwärts errichteten Wehrs tief im Wasser des Arapsu-Bachs, was die genaue Bestimmung ihrer Bogenform erschwert. Bean weist auf den – freilich wenig ausgeprägten – Spitzbogen hin, der auf einen nachantiken Bau hindeuten könnte. O’Connor ordnet das Bauwerk hingegen als römische Segmentbogenbrücke ein, für die sich in der benachbarten Provinz Lykien erhaltene Beispiele wie die Brücke bei Limyra finden lassen.